# Marco Dona
Marco Dona, pseudonimo di Marco Donadoni (Milano, 25 maggio 1981), è un conduttore radiofonico, attore e comico italiano.

## Biografia
Marco Donadoni nasce a Milano, nel 2003, insieme ad alcuni amici tra cui Alan Caligiuri, fonda Radio Funghetto web, una delle prime radio-web italiane, è proprio lì che realizza i suoi primi sketch comici.
. 
Nel 2007 Marco Dona fa la sua prima esperienza in FM a Radio Ok 92.2fm, radio locale di Melzo, dove conduce, insieme a Daniele Diaco, il programma "Ok il pezzo è giusto", programma che racconta la storia della musica dance.
Nel 2011 Marco Dona entra ne Lo zoo di 105 con la mansione di montatore dei blocchi di Maccio Capatonda, Herbert Ballerina e Ivo Avido

Nel 2013 e nel 2014 è nel cast delle due stagioni della serie televisiva Mario, in onda su Mtv, nel ruolo di Riky, il regista cinico e antipatico del TG condotto da Maccio Capatonda.
Nel 2015 partecipa come attore nel film Italiano medio di Maccio Capatonda, mentre nel 2016 è tra i protagonisti della serie televisiva Mariottide di Maccio Capatonda, in onda su Italia 1, dove interpreta Rambaldi, il barista del bar.
Marco Dona nel frattempo continua a produrre blocchi ne Lo zoo di 105 realizzando contenuti quotidiani per la diretta del programma, da cui nascono personaggi di successo come Gigi Valli, Guidoni il cambia cognomi, il Dott. Gaburri dell'ospedale San Mimmo di Bari, Lisimba e molti altri.
Nel 2020 lascia Lo zoo di 105 per dedicarsi ad altri progetti.

### Radio Funghetto web
Nel 2003 fonda Radio Funghetto, una delle prime web radio italiane, la sede è la cantina di uno dei fondatori, col passare del tempo, Radio Funghetto web apre la sua prima sede ufficiale e diventa uno spazio creativo in cui, oltre a trasmettere musica e programmi condotti da speaker emergenti e appassionati di radio, vengono realizzati videoclip e cortometraggi.
Nel 2007 Radio funghetto chiude.

### Lo Zoo di 105
Dal 24 gennaio 2011, Marco Dona entra nel team de "Lo zoo di 105" come montatore audio dei blocchi di Maccio Capatonda, Luigi Luciano(Herbert Ballerina) ed Enrico Venti (Ivo Avido), in cui spesso viene coinvolto dagli stessi anche in voce.
Inizia a scrivere alcune scenette che il conduttore del programma Marco Mazzoli decide di mettere in onda, da quel momento le scenette scritte e recitate dal Dona diventano sempre più numerose e richieste degli ascoltatori, in quel periodo nascono successi come "I Cunningham", "Peppo Pig", "Dallas", "Willy il principe di Bologna" e altre.

Con l'abbandono del programma da parte di Maccio, Ivo ed Herbert, Marco Dona si concentra alla sola realizzazione dei propri blocchi, da quel momento 
realizzerà anche scherzi telefonici di successo come "Gigi Valli della Conservigi", "il Dottor Gaburri dell'ospedale San Mimmo di Bari", "Guidoni il cambia cognomi", "Lisimba", "Passaparola" e molti altri.

Marco Dona è nella squadra Lo zoo di 105 che vince per tre anni di fila, 2013, 2014 e 2015 il premio "Cuffie d'oro", a cui partecipano tutti i programmi di tutte le radio italiane
L'8 Luglio del 2019 Marco Dona partecipa, insieme a tutti i componenti del programma alla festa per i 20 anni de Lo Zoo di 105, organizzata da Radio 105 all'ippodromo del galoppo di Milano, davanti a 13.000 persone, interpretando Marty Mc Fly di Ritorno al futuro e altri personaggi.

## Scenette e scherzi telefonici in radio
- 2011:
  - La fattoria (Lo Zoo di 105) (2011)
  - Kebabbo (Lo Zoo di 105) (2011-2014)
  - Zoohollywood (Lo Zoo di 105) (2011-2012)
- 2012:
  - Gigi Valli della Conservigi (Lo Zoo di 105) (2012-2020)
  - Stronzi a parte (Lo Zoo di 105) (2012-2016)
- 2013:
  - I Cunningham (Lo Zoo di 105) (2013-2018)
  - Dallas (Lo Zoo di 105) (2013)
  - Peppo Pig (Lo Zoo di 105) (2013-2017)
- 2014:
  - Raoul Girometta agency (Lo Zoo di 105) (2014)
  - Phone fighters (Lo Zoo di 105) (2014)
  - Willy il principe di Bologna (Lo Zoo di 105) (2014-2018)
- 2015:
  - il corriere dello sbo (Lo Zoo di 105) (2015)
  - La grande mente (Lo Zoo di 105) (2015-2016)
  - Superclassifica degli ascoltatori dello zoo (Lo Zoo di 105) (2015)
- 2016:
  - Pen pineapple apple pen (Lo Zoo di 105) (2016-2017)
  - ue (Lo Zoo di 105) (2016)
  - Trip Advizoor (Lo Zoo di 105) (2016-2020)
- 2017:
  - Chiacchierone (Lo Zoo di 105) (2017-2020)
  - La famiglia Addams (Lo Zoo di 105) (2017-2020)
  - Fatti sfatti (Lo Zoo di 105) (2017-2020)
  - Papà Castoro (Lo Zoo di 105) (2017-2018)
  - Ristoclub (Lo Zoo di 105) (2017-2020)
- 2018:
  - Attaccati al cast (Lo Zoo di 105) (2018)
  - Facebook incontri e scontri (Lo Zoo di 105) (2018)
  - Giornata mondiale (Lo Zoo di 105) (2018-2020)
  - Bastardona (Lo Zoo di 105) (2018-2020)
  - Lisimba (Lo Zoo di 105) (2018-2020)
  - Sensibilizzazione (Lo Zoo di 105) (2018)
- 2019:
  - Abusi famosi (Lo Zoo di 105) (2019-2020)
  - Agenzia volti noti vip (Lo Zoo di 105) (2019)
  - Imitation impossible (Lo Zoo di 105) (2019)
  - Inchiesta zoo (Lo Zoo di 105) (2019)
  - Pocoyo (Lo Zoo di 105) (2019)
  - Ritorno al futuro (Lo Zoo di 105) (2019-2020)
  - Dott. Gaburri ospedale San Mimmo di Bari (Lo Zoo di 105) (2019-2020)
  - Scuola di ladri (Lo Zoo di 105) (2019-2020)
  - Serenapp (Lo Zoo di 105) (2019)
- 2020:
  - Cammino e penso (Lo Zoo di 105) (2020)
  - Guidoni il cambia cognomi (Lo Zoo di 105) (2020)
  - Passaparola (Lo Zoo di 105) (2020)

## Musica
- Belo belo, cantata da Irina e Mustafà (2016)
- Vengo da Ghana, cantata da Marco Dona (2018)
- We are the world, cantata da Marco Dona & friends (2018)
- Vendo erba ai topolini, cantata da Padre P.i. (2018)
- Taranga, cantata da Marco Dona (2020)
- Spendo e sparo, cantata da Padre P.i. (2020)

## Stile e controversie
Nell'estate del 2018 pubblica il brano "Vengo da Ghana", un brano satirico in cui Marco Dona interpreta un immigrato del Ghana, il testo contiene tutti i luoghi comuni che si vedono nei tg in estate o comunque in televisione, il brano funziona e arriva al primo posto su spotify 
 e settimo su apple music, gli unici a non comprenderne il significato sono proprio alcuni giornalisti che accusano il brano di essere il brano più razzista degli ultimi 100 anni.
Marco Dona proprio in quell'occasione conosce Frank, un ragazzo senegalese, i due diventano grandi amici e da allora inizieranno a creare insieme dei contenuti social molto seguiti.

### Mario
Nel 2013 e nel 2014 Marco Dona è nel cast di Mario in onda in seconda serata su MTV Italia, una serie televisiva di 18 episodi la prima serie e di 16 la seconda serie, della durata di 20 minuti circa, Marco Dona interpreta Ricky, il regista del TG condotto da Maccio Capatonda.

### Italiano medio
Nel 2015 Marco Dona ha recitato nel film di Maccio Capatonda, intitolato Italiano medio, prodotto da Marco Belardi per Lotus Production e distribuito da Medusa Film.

### Mariottide la sitcom
Nel 2016 Marco Dona è nel cast della sitcom Mariottide prodotta per Infinity Tv da LOTUS Production e SHORTCUT Productions in collaborazione con VideoTime. Marco Dona interpreta Rambaldi, il cinico barista che con la complicità dei clienti del bar umilia Mariottide mettendolo sempre nei guai.
Tutte le 20 puntate della sitcom sono disponibili in esclusiva sulla piattaforma di streaming di Infinity.

## Filmografia

### Attore

#### Cinema
- Italiano medio, regia di Maccio Capatonda (2015)

#### Televisione
- Mario, Stagione 1 - regia di Maccio Capatonda - Serie TV (2013)
- Mario, Stagione 2-3 regia di Maccio Capatonda - Serie TV (2014)
- Mariottide, regia di Maccio Capatonda - Serie TV (2016)